# Cojoba rufescens
Cojoba rufescens é uma espécie de legume da família Leguminosae.
Pode ser encontrada nos seguintes países: Colômbia, Costa Rica, Equador e Panamá.